# 格奥尔格·安东·舍费尔

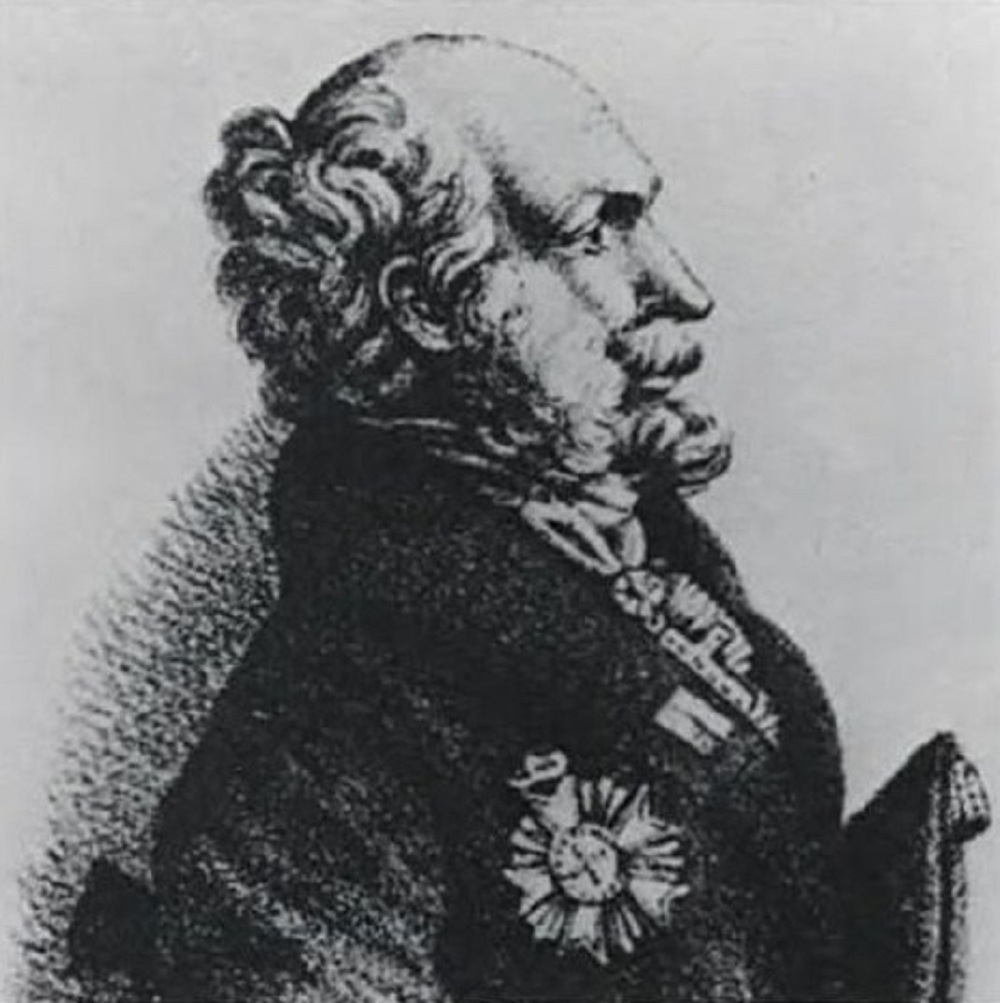
格奥尔格·安东·舍费尔

格奥尔格·安东·舍费尔（Georg Anton Schäffer，1779年1月27日 – 1836年）是一位德国医生。他在俄美公司任職期間，曾试图帮助俄美公司征服夏威夷。

## 生平
格奥尔格·安东·舍费尔生于巴伐利亚明讷施塔特弗兰肯  ，父亲是一家酿酒厂的老板。 他曾在尤里乌斯医院学习医学。 畢業後成為一名外科醫生。他後來加入俄罗斯帝国军队。之後又加入俄美公司。
1815 年，舍费尔來到夏威夷。此前有俄美公司船只沉沒，而船隻上的貨物被考爱岛的酋长拿走了。舍费尔要為俄美公司拿回貨物  :91–95。当时与卡美哈梅哈一世国王不和的考爱岛酋长想利用舍费尔打倒卡美哈梅哈一世。在酋長交談後，舍费尔覺得俄美公司能轻易吞并夏威夷，於是打算对夏威夷群岛发动海战，还向俄羅斯帝國寻求军事支持。但是舍费尔卻遭到夏威夷族居民与美国商人的激烈反抗。1817年7月，舍费尔發現無法征服夏威夷，他決定撤退。
1818年7月，舍费尔抵达丹麦，並寫信給卡尔·瓦西里耶维奇·涅谢尔罗迭和扬尼斯·卡波季斯特里亚斯， 讓他們轉達沙皇，希望沙皇下令進攻夏威夷， 而且舍费尔自認為自己有能力征服夏威夷。 
1819年3月，舍费尔担心沙皇會不願出兵，于是又再度寫信給沙俄當局。他在信中表示美國方面試圖把俄國人趕出俄屬美洲， 所以若是将夏威夷拱手相让，俄屬美洲最終會被美國人佔領。所以为保全俄属美洲，必须对夏威夷实施先发制人的打击。不過沙皇最終決定不介入夏威夷。在這一失敗的軍事征服計劃中，俄美公司损失了至少20万卢布。公司随后对舍费尔提起诉讼索赔，但最终決定讓其返回德国。
1821年，舍费尔帶領47名德國人横渡大西洋，前往巴西。 舍费尔一行人來到巴伊亞州，並建立了一個定居點，該定居點後來更名為伊列乌斯。
1822年9月，巴西帝國政府讓舍费尔前往美因河畔法兰克福，目的是招募更多的欧洲人移民巴西。舍费尔最終幫巴西帝國招募了数千名德国移民，這些德國移民移民巴西後，在巴西繁衍後代。現今不少德裔巴西人就是這批德國移民的後代。
1827年，舍费尔回到巴西，希望讓巴西皇帝賞賜其侯爵，但巴西皇帝拒绝了，而且只賞賜他金錢。1829年，舍弗爾又希望巴西當局任命他為巴西驻欧洲宫廷大使，但再次遭到拒绝。最終舍费尔在巴西去世。